# Eskil Edh
Eskil Edh (Lillestrøm, 2002. augusztus 4. –) norvég korosztályos válogatott labdarúgó, az AIK Fotboll középpályása.

## Pályafutása

### Klubcsapatokban
Edh a norvégiai Lillestrøm városában született. Az ifjúsági pályafutását a helyi Lillestrøm akadémiájánál kezdte. 2017-ben a Skjettennél játszott, majd visszatért nevelő klubjához.
2020. november 2-án prodi szerződést kötött a Lillestrøm másodosztályban szereplő felnőtt csapatával. 2020. szeptember 21-én, a Kongsvinger elleni mérkőzés 90+2. percében, Daniel Gustavssont váltva debütált. A 2020-as szezonban feljutottak az Eliteserienbe. A ligában először a 2021. május 24-ei, Viking elleni találkozó 87. percében Lars Ranger cseréjeként lépett pályára. Első gólját 2021. december 5-én, a Molde ellen 3–3-as döntetlennel zárult mérkőzésen szerezte.
2024. március 15-én négy évre szóló szerződést írt alá a svéd AIK Fotboll csapatával.

### A válogatottban
Edh 2021-ben egy mérkőzés erejéig tagja volt a norvég U19-es válogatottnak. 
2021-ben debütált az U21-es válogatottban. Először 2021. november 16-án, Azerbajdzsán ellen 2–1-re megnyert U21-es EB-selejtező 72. percében Sebastian Sebulonsent váltva lépett pályára.

## Statisztikák
2024. szeptember 5. szerint
| Klub       | Szezon   | Osztály     | Bajnokság | Bajnokság | Kupa  | Kupa | Nemzetközi | Nemzetközi | Összesen | Összesen |
| Klub       | Szezon   | Osztály     | Meccs     | Gól       | Meccs | Gól  | Meccs      | Gól        | Meccs    | Gól      |
| ---------- | -------- | ----------- | --------- | --------- | ----- | ---- | ---------- | ---------- | -------- | -------- |
| Lillestrøm | 2020     | OBOS-ligaen | 2         | 0         | —     | —    | —          | —          | 2        | 0        |
| Lillestrøm | 2021     | Eliteserien | 24        | 1         | 1     | 0    | —          | —          | 25       | 1        |
| Lillestrøm | 2022     | Eliteserien | 19        | 1         | 3     | 0    | 4          | 0          | 26       | 1        |
| Lillestrøm | 2023     | Eliteserien | 25        | 1         | 2     | 0    | —          | —          | 27       | 1        |
| Lillestrøm | Összesen | Összesen    | 70        | 3         | 8     | 0    | 4          | 0          | 82       | 3        |
| AIK        | 2024     | Allsvenskan | 22        | 2         | 1     | 1    | —          | —          | 23       | 3        |
| AIK        | Összesen | Összesen    | 22        | 2         | 1     | 1    | 0          | 0          | 23       | 3        |
| Összesen   | Összesen | Összesen    | 93        | 5         | 9     | 1    | 4          | 0          | 105      | 6        |

## Sikerei, díjai
Lillestrøm
- OBOS-ligaen
  - Feljutó (1): 2020

- Norvég Kupa
  - Döntős (1): 2022–23